# Plaza Bolognesi (Metro de Lima y Callao)
Plaza Bolognesi es la duodécima estación actualmente en construcción de la línea 2 del Metro de Lima y Callao, en Perú. Será construida de manera subterránea en el distrito de Breña. Se tiene previsto su inauguración general en 2028.
En septiembre de 2024, se informó que las obras civiles de la estación tiene un avance de 95%. El 2 de octubre de 2024, la tuneladora "Delia" construyó 6 kilómetros de túnel con su llegada hasta la Estación Plaza Bolognesi, concluyendo con la etapa 1B de la Línea 2. Luego, la tuneladora iniciará las excavaciones para la segunda etapa de la línea 2, con rumbo a la estación Murillo y concluirá en la estación Insurgentes.
Estará ubicada en la Avenida Arica entre las calles Varela e Iquique.